# 佐原秀泰
佐原 秀泰（さはら ひでや、1979年7月15日 - ）は、地方競馬の高知・那俄性哲也厩舎所属の騎手。妻は元高知競馬所属騎手の下村瑠衣。地方競馬教養センター長期騎手課程第66期生。

## 来歴
1997年9月29日付けで地方競馬騎手免許を取得し、高知・細川忠義厩舎からデビュー。同年10月4日第10回高知競馬1日目第1競走サラ系一般C54にホシノベリタスで初騎乗（9頭立て2番人気3着）。翌10月5日第10回高知競馬2日目第1競走サラ系一般C53をヒカサダイドウで初勝利（7頭立て3番人気）。
1999年9月13日第14回全日本新人王争覇戦出場（12人中3位）。
2001年6月8日付けで福山・那俄性哲也厩舎へ移籍。高知競馬での成績は1532戦96勝。同年9月15日第9回福山競馬1日目第1競走3歳条件戦マラカスで福山初騎乗（8頭立て2番人気7着）。同日第9競走コスモス特別（アラブ系C1）をスタージャガーで優勝（10頭立て3番人気）し、移籍後3戦目で初勝利。同年地方競馬通算100勝達成。
2005年11月27日第12回福山競馬2日目第36回ヤングチャンピオンをアトムオーエンスで優勝（9頭立て2番人気）し、重賞初制覇。
2013年3月の福山競馬廃止に伴い川崎・八木仁厩舎へ移籍したが、同年8月30日付でデビュー地の高知に復帰。福山時代の師である那俄性哲也厩舎の所属となった。
2018年2月7日第16回高知競馬3日目第10競走をヴァイスフェッターで優勝（10頭立て6番人気）し、地方競馬通算1000勝を達成。
同年7月、同じ厩舎に所属していた下村瑠衣と結婚。また、これに伴い下村は騎手を引退した。
同年11月4日、京都競馬第12競走第8回JBCレディスクラシックでディアマルコに騎乗（16頭立て16番人気15着）し、中央競馬初騎乗。
2021年3月23日、高知県競馬組合は同年4月24日まで開催日10日間の騎乗停止処分を科した。これは同月17日に攻め馬の際に、厩舎において他の騎手に対し暴力行為を行い、被害騎手が負傷し騎乗変更となったことで競馬の公正を害したことで、高知県競馬組合地方競馬実施規則第72条1項第9号の規定によるもの。
地方通算成績は11491戦1206勝・2着1245回・3着1244回・勝率10.5%・連対率21.3%（2021年7月8日現在）。

## 人物・エピソード
- 父親は宮大工[8]。
- オタクコレクターとしてテレビ番組『ホビーの匠』（広島ホームテレビ）に出演した事があり、福山競馬場近くの玩具店に自身が作成したガンプラが展示されている。

## 主な騎乗馬

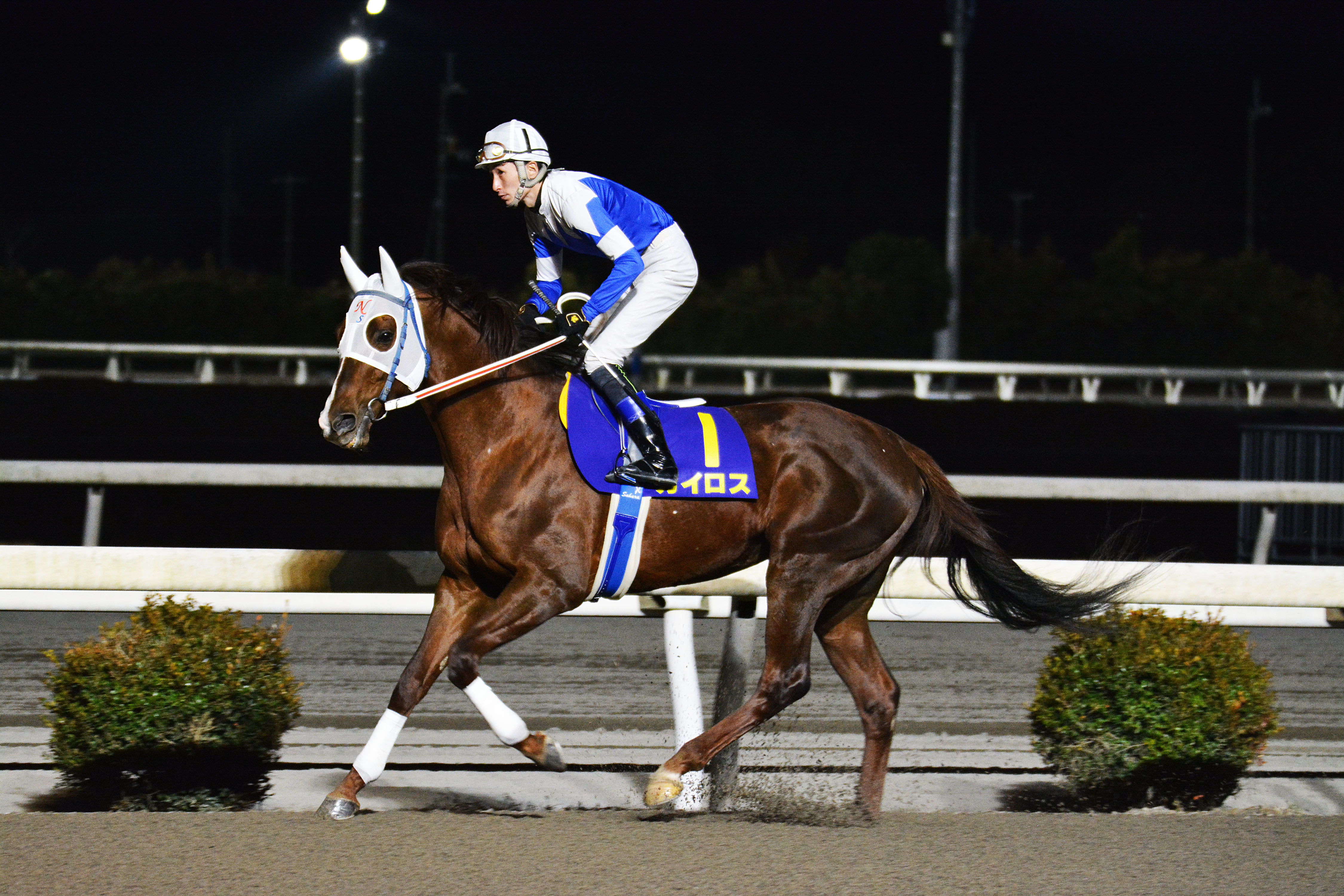
カイロスに騎乗する佐原
（2018年大高坂賞）

- アトムオーエンス（2005年ヤングチャンピオン）
- ファニーカイザー（2007年福山菊花賞）
- マルチグランドボス（2007年ヤングチャンピオン）
- クーヨシン（2011年福山2歳優駿、ヤングチャンピオン、2012年若駒賞、福山プリンセスカップ）
- カイロス（2012年福山2歳優駿、2013年若駒賞、福山弥生賞、福山ダービー、2017年福永洋一記念、2018年園田FCスプリント）
- グラスヴィクター（2013年福山大賞典）
- ジュメーリイ（2015年黒潮皐月賞）
- ディアマルコ（2016年のじぎく賞、高知優駿、兵庫サマークイーン賞、黒潮菊花賞、土佐秋月賞、2018年佐賀ヴィーナスカップ、2018年兵庫サマークイーン賞、秋桜賞）
- ガンバルン（2019年黒潮ジュニアチャンピオンシップ）
- カネトシピュール（2020年御厨人窟賞）
- アイアンブルー（2021年大高坂賞）